# フィリップ・クペ
フィリップ・クペ（Philippe Cuper、1957年4月25日 - ）は、フランスのクラリネット奏者。リール出身。

## 略歴
パリ音楽院を卒業し、コンセール・ラムルーに所属。1984年からパリ国立オペラの首席クラリネット奏者を務める。CDは約四十枚ほど制作し、そのうちのいくつかはフランスのグラミー賞を受賞した。